# Septoria fraxini
Septoria fraxini là một loài Ascomycetes trong họ Mycosphaerellaceae. Loài này được DC Fr miêu tả khoa học đầu tiên năm 1828.
Đây là loài gây hại phát triển phổ biến ở Uzbekistan.